# Seiurus motacilla
Seiurus motacilla е вид птица от семейство Певачови (Parulidae).

## Разпространение
Видът се размножава в източните чати на Северна Америка и зимува в Западна Индия и Централна Америка.

## Описание
Обикновено е кафява отгоре, а отдолу е бяла, с черни ивици. На дължина достига до 14 – 17 см. Има размах на крилата около 21 – 25,4 см. Теглото на възрастните птици може да варира от 17,4 до 28 грама.